# Népszabadság
Népszabadság ("Volksvrijheid") was ten tijde van de Volksrepubliek Hongarije de partijkrant en vervolgens tot de opheffing in 2016 de grootste kwaliteitskrant van Hongarije.
De krant werd opgericht in 1956 als opvolger van Szabad Nép. Tot 1989 was de krant de spreekbuis van de Hongaarse Socialistische Arbeiderspartij. Na de privatisering begin jaren 90 was de krant veelal op de hand van de Hongaarse Socialistische Partij (MSZP), die tot 2015 via de Szabad Sajtó Alapítvány (Stichting Vrije Pers) 26% van de aandelen in handen had. Grootaandeelhouder was vanaf 2005 het Zwitserse Ringier, dat zijn aandelen begin 2014 verkocht aan het Oostenrijkse bedrijf Vienna Capital Partners, dat de krant onderbracht bij zijn dochteronderneming Mediaworks Hungary Zrt. Daaraan verkocht in 2015 ook de Szabad Sajtó Alapítvány haar aandelen.
Hoewel de krant tot het laatst de grootste kwaliteitskrant van Hongarije was, liep de oplage van Népszabadság sterk terug: van 695.000 exemplaren in 1987 naar 280.000 in 1996, 63.000 in 2011 en 37.164 in 2016. 
Op 8 oktober 2016, op de vooravond van een verhuizing, werd de krant van de ene dag op de andere opgeheven. De redacteuren mochten het nieuwe redactiegebouw niet in en de website ging uit de lucht. Eigenaar Mediaworks gaf aan dat verschijning van de krant om bedrijfseconomische redenen tijdelijk werd opgeschort. Critici vermoedden dat de regering van Viktor Orbán achter de sluiting zat: de krant publiceerde kritische stukken over diens Fidesz-partij. Aanvankelijk werd de sluiting van de krant gepresenteerd als een tijdelijke maatregel, maar de krant is sindsdien niet meer verschenen. Het webarchief is wel te raadplegen. 